# 宇都宮大学地域デザイン科学部
宇都宮大学地域デザイン科学部（うつのみやだいがくちいきでざいんかがくぶ、School of Regional Design）は宇都宮大学に設置されている地域科学部。文系で地域コミュニティや地域学を学ぶコミュニティデザイン学科のほか、おもに工学部等にある建築学の建築都市デザイン学科と社会基盤工学科である社会基盤デザイン学科が設けられている。
関連する大学院は宇都宮大学大学院地域創生科学研究科（うつのみやだいがくちいきそうせいかがくけんきゅうか、Graduate School of Regional Design）で社会デザイン科学専攻にコミュニティデザイン学プログラム、建築学プログラム、土木工学プログラムが設けられており、合わせて紹介する。

## 沿革
- 1964年（昭和39年）国立宇都宮大学に宇都宮工業短期大学を包括し、同大学工学部に改組
- 1973年（昭和48年）大学院に工学研究科修士課程を創設
- 1977年（昭和52年）文部省に建築工学科を概算要求。機械工学科（B）として学生募集開始
- 1978年（昭和53年）建築工学科を創設
- 1979年（昭和54年）建築工学科校舎・実験棟竣工
- 1982年（昭和57年）工学研究科に建築工学専攻を設置。工学部に土木工学科を創設
- 1986年（昭和61年）工学研究科に土木工学専攻を設置
- 1988年（昭和63年）学部改組を実施し、土木工学科と建築工学科を併せ建設学科を設置。大講座制で建築学講座と建設工学講座、学生はそれぞれ建築学コースと建設工学コースに所属
- 1992年（平成4年）修士課程改組により、建築工学専攻と土木工学専攻を工学研究科建設学専攻に改組。工学研究科博士後期課程建設学専攻を創設
- 1993年（平成5年）技術職員の組織である工学部 技術部が発足。建設系教員も属する
- 1997年（平成9年）エネルギー環境工学専攻を設置し、建設学科の一部の教員が異動兼担
- 2003年（平成15年）情報システム科学専攻を設置し、建設学科の一部の教員が異動兼担
- 2004年（平成16年）国立大学法人宇都宮大学に成り、工学部技術部が工学部・工学研究科技術部に改組
- 2007年（平成19年）JABEE認定技術者プログラムとして認定
- 2008年（平成20年）工学研究科改組により、修士課程建設学専攻が工学研究科修士課程地球環境デザイン学専攻（環境デザイン学コースと建築環境デザイン学コース）に名称変更、エネルギー環境工学専攻と情報システム科学専攻を併せ、学際先端システム学専攻に改組。博士後期課程建設学専攻をシステム創成工学専攻に名称変更
- 2011年（平成23年）JABEE認定技術者プログラム継続申請取り止め
- 2016年（平成28年）地域デザイン科学部設立。工学部建設学科建築学コースと建設工学コースをそれぞれ同学部建築都市デザイン学科および社会基盤デザイン学科へ移行。工学部・工学研究科技術部の建設系技術職員も新学部所属。地域デザイン科学部附属地域デザインセンター設置。
- 2017年（平成29年）地域デザイン科学部棟竣工
- 2019年（令和元年）地域創生科学研究科修士課程が創設され、それまでの修士課程は廃止し、同研究科に移行。建設学専攻は社会デザイン科学専攻に。工学部建設学科廃止
- 2021年（令和3年）地域創生科学研究科博士後期課程設置、工学研究科博士後期課程を廃止し、それまでの専攻を地域創生科学研究科に移行。修士課程が博士前期課程に名称変更

## 学部組織
地域デザイン科学部
- コミュニティデザイン学科
  - 社会システム領域
  - 地域資源領域
  - 地域実践領域
- 建築都市デザイン学科
- 社会基盤デザイン学科

## 大学院
地域創生科学研究科
- 社会デザイン科学専攻、
  - コミュニティデザイン学プログラム、建築学プログラム、土木工学プログラム（他は農業・農村経済学プログラム、農業土木学プログラム、グローバル・エリアスタディーズプログラム、多文化共生学プログラム、地域人間発達支援学プログラム）